# 584.º Comandante del Área de Retaguardia del Ejército
El 584.º Comandante de la Zona de Retaguardia del Ejército (Kommandant des rückwärtigen Armeegebiets 584 o Korück 584) fue una unidad militar del Heer durante la Segunda Guerra Mundial.

## Historia
El Korück 584 fue creado el 11 de septiembre de 1939 bajo el mando del IX Distrito Militar. El personal asume directamenente al 16.º Ejército. Fue reintegrado en su primera vez en el Oeste. El personal estuvo en Bélgica, Francia y los Países Bajos. Desde abril de 1941 la sede se trasladó hacia el este. Se utiliza principalmente en el norte de Rusia. Lo último del personal estaba en Curlandia.
Los reemplazos del personal fue observado por el 81.º Batallón de Infantería de Reemplazo.

## Comandante
- Teniente General Curt von Krenzki - (1 de septiembre de 1943 - mayo de 1945)

## Números de servicio del Ejército de postales a partir de la movilización
| Unidad   | Código Postal |
| Personal | 11975         |